# Majed Moqed
Majed Moqed (Annakhil, Arabia Saudita, 18 de junio de 1977-Condado de Arlington, Virginia, Estados Unidos, 11 de septiembre de 2001) fue uno de los cinco nombrados por el FBI como uno de los secuestradores del vuelo 77 de American Airlines.

## Biografía
Moqed era un estudiante de derecho de la pequeña ciudad de Annakhil, Arabia Saudita (al oeste de Medina) y era estudiante de la Universidad Rey Fahd de la facultad de administración y economía. Fue reclutado en Al Qaeda en 1999 junto con su amigo Satam al-Suqami con quien había compartido sala de universidad antes.
Los dos fueron formados en Khalden, un campo de entrenamiento cerca de Kabul, que fue dirigido por
Ibn al-Shaykh al-Libi. Un hombre de Arabia Saudita afirmó que vio a Moqed a finales del 2000, antes de salir a estudiar inglés en Estados Unidos. En noviembre de 2000, Moqed y Suqami viajaron en avión de Irán a Baréin.
En algún momento a fines del 2000, Moqed, viajó a Emiratos Árabes Unidos, donde compró cheques de viajero que habían sido pagados por el financista del 11-S, Mustafa Ahmed al-Hawsawi. Los futuros secuestradores del 11-S también habían pasado por Emiratos Árabes Unidos para comprar cheques, entre ellos estaban, Wail al-Shehri, Said al-Ghamdi, Hamza al-Ghamdi, Ahmed al-Haznawi y Ahmed al-Nami.
Conocido como al-Ahlaf durante los preparativos, Moqed luego se mudó con secuestradores Salem al-Hazmi, Abdulaziz al-Omari y Khalid al-Mihdhar a un apartamento en Paterson, Nueva Jersey.

### 2001
Según el FBI, Moqed viajó por primera vez a Estados Unidos el 2 de mayo de 2001.
Moqed fue uno de los cinco secuestradores que pidieron una tarjeta de identidad estatal el 2 de agosto de 2001. El 24 de agosto, tanto al-Mihdhar y Moqed trataron de comprar billetes de avión de la American Airlines de billetes en línea, pero había dificultades técnicas para resolver sus direcciones y se rindieron.
Los empleados de Advance Travel Service en Totowa, Nueva Jersey, afirmaron que Moqed y Hani Hanjour habían comprado boletos allí. En su opinión, Hani Hanjour habló muy poco de inglés, y Moqed hizo la mayor parte del habla. Hanjour solicitó un asiento en la primera fila del avión. Su tarjeta de crédito no se pudo autorizar y después la agencia no aceptó unos cheques personales. La pareja se fue y volvió poco después y pagaron $1842.25 dólares estadounidenses en efectivo.
Durante este tiempo, Moqed se alojaba en la habitación 343 del Motel Valencia. El 2 de septiembre, Moqed pagó en efectivo por una membresía de $30 dólares semanales en el gimnasio Gold en Greenbelt, Maryland.
Tres días después fue visto por una cámara de seguridad en un cajero automático con Hani Hanjour.

## Ataque
De acuerdo con el reporte de la Comisión del 11-S, Moqed encendió el detector de metales en el aeropuerto y se guardó con una mano una vara. Pasó la inspección superficial, y fue bordo capaz su vuelo a las 7:50. Moqed ayudó a secuestrar el avión y ayudó a Hani Hanjour de estrellarse el avión contra El Pentágono a las 9:37:44 de la mañana, matando a 189 personas (64 en el avión y 125 el edificio).
El vuelo estaba programado para partir a las 08:10, pero terminó saliendo 10 minutos tarde por la Puerta D26 en Dulles rumbo a Los Ángeles. La última comunicación normal proveniente de la cabina del vuelo 77 se registró a las 08:51:50. El vuelo 77 se empezó a desviar de su trayectoria normal, después de que los secuestradores activaran el piloto automático rumbo a Washington D. C. Barbara Olson llamó a su esposo Ted Olson y le reportó que el avión había sido secuestrado y que los terroristas tenían navajas y cuchillos. A las 09:37:44 el avión se estrelló contra la fachada oeste de El Péntagono. 
Después de los ataques, su familia le dijo a Arab News que Moqed había sido un fanático de los deportes, y disfrutó de los viajes. Además, los Estados Unidos anunciaron que habían encontrado un Reino de Arabia Saudita Student Identity Card con el nombre de Moqed en los escombros que rodean el Pentágono. También declaró que parecía haber sido una falsificación.